# 伊藤武 (インド研究者)
伊藤 武（いとう たけし、1957年 - ）は、日本のインド文化研究家、イラストレーター、ヨーガとサンスクリット語の講師、ＹＡＪ代表。

## 略歴
石川県生まれ。御茶の水美術専門学校に学ぶ。1979年、単身で最初のインド旅行に出発。約２年にわたってインド全土、ネパール、スリランカ、タイを放浪する。その後もこれらの地域をくり返し訪問し、遺跡調査、神話・伝説、風習、武術、食文化等の収集に努める。在野のインド研究家として、周辺地域の歴史や文化にも造詣が深い。

## 著書
- 『身体にやさしいインド 神秘と科学の国の「生きる知恵」』講談社 1994 講談社+α文庫 1998
- 『こころを鍛えるインド』講談社 1995
- 『語るインド もっとディープにインドにハマるための発作的サンスクリット入門』文と絵 ハローケイエンターテインメント 1996
- 『スパイスの冒険』講談社 1996
- 『竜の眠る都』大栄出版 1998
- 『図説インド神秘事典』講談社 1999
- 『全アジアを喰らう』講談社 2002
- 『ヴェールを脱いだインド武術 甦る根本経典『ダヌルヴェーダ』』出帆新社 2004
- 『秘伝マルマツボ刺激ヨーガ』2004 (講談社+α文庫)
- 『新図説インド神秘事典』著・作図 出帆新社 2011
- 『図説ヨーガ大全』佼成出版社 2011

### 共著
- 『チャラカの食卓 二千年前のインド料理』香取薫共著 出帆新社 2008
- 『ラーマが行く(ラーマーヤナ)』岩崎由岐子共著,伊藤武画 出帆新社 2014

翻訳
- スーザン・ジェーン・ビァーズ『インドネシアのアーユルヴェーダ 楽園のトリートメントジャムゥ』出帆新社 (アーユルヴェーダ叢書) 2006